# 陳三謨
陳三謨（1539年—？），字汝明，號锦江，浙江杭州府仁和縣人，民籍，明朝政治人物。

## 生平
嘉靖四十三年（1564年）甲子科浙江鄉試第六十六名，嘉靖四十四年（1565年）乙丑科進士第三甲第一百八十二名。礼部观政，本年十月授永新知县，隆慶三年（1569年）四月升刑部主事，四年十二月改刑科给事中，六年五月升吏科右，七月升本科左，万历元年（1573年）二月升吏科都給事中，三月丁忧归。三年六月復除本科，八年正月升太常寺少卿，九年二月调南京用，回籍养病。十一年十二月以张居正党，被削籍为民。

## 事跡
權相張居正奪情視事，陳三謨上疏保留。

## 家族
曾祖陳琳；祖父陳衡；父陳魯封知县、贈左给事中。前母葉氏，贈孺人；前母顧氏；前母童氏；姚氏，封孺人。兄三策、天策（庠生）、尧、弟舜、三才。